# Multiformatsensor
Multiformatsensor ist eine Bezeichnung für elektronische Bildsensoren von Digitalkameras, die sich von anderen Konzepten dadurch unterscheiden, dass sie für die wählbaren Aufnahmeformate denselben diagonalen Bildwinkel anbieten.
Gleichzeitig erlauben sie bei gegebenem Bildkreis der verwendeten Objektive unabhängig vom eingestellten Seitenverhältnis die jeweils maximale Ausnutzung der Sensorfläche.
Panasonic hat 2009 mit der Lumix DMC-GH1 die erste Systemkamera des Micro-Four-Thirds-Standards eingeführt, die über einen solchen Multiformatsensor verfügt.

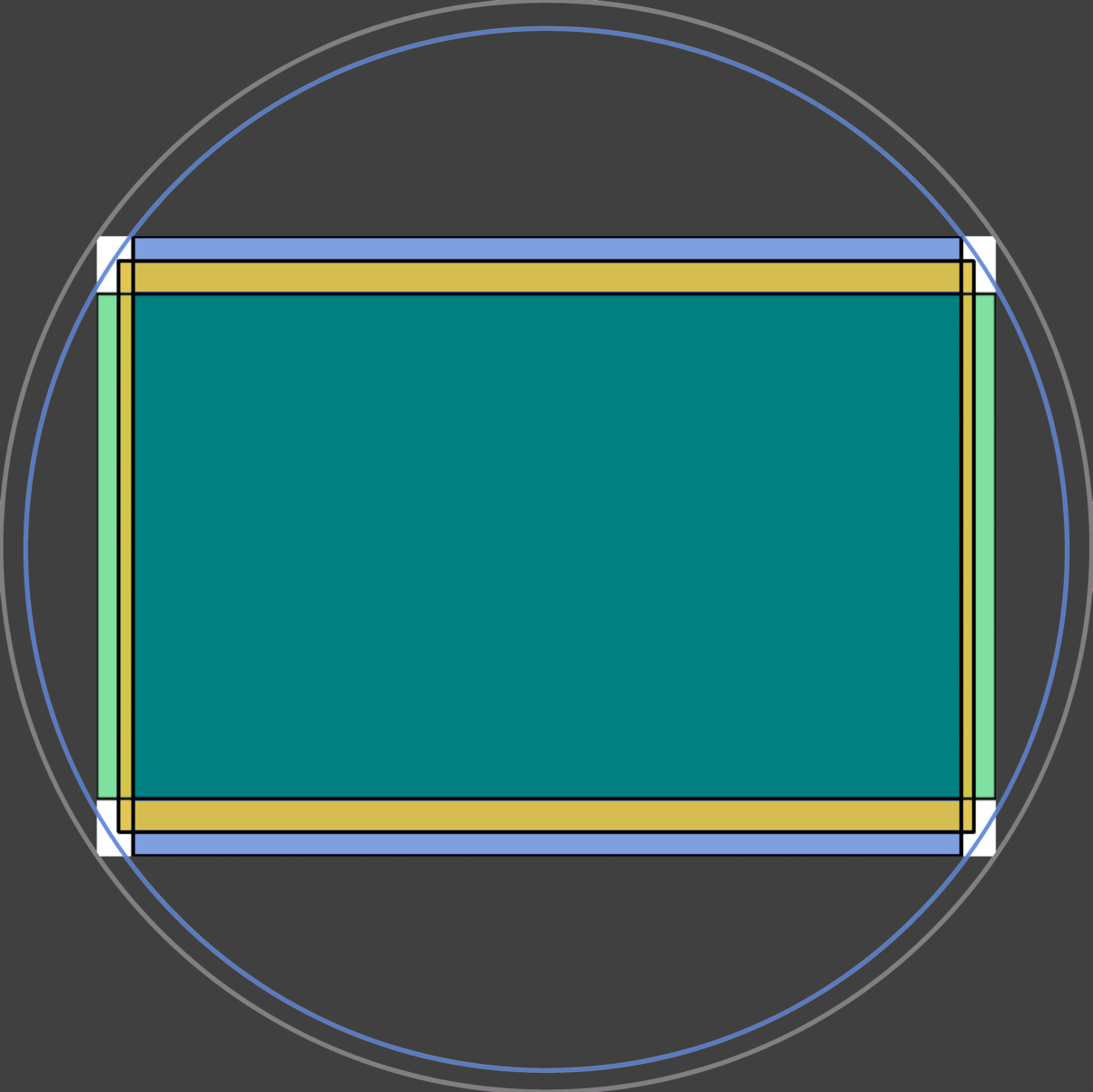
Ausnutzung der Sensorfläche bei Multiformatsensoren
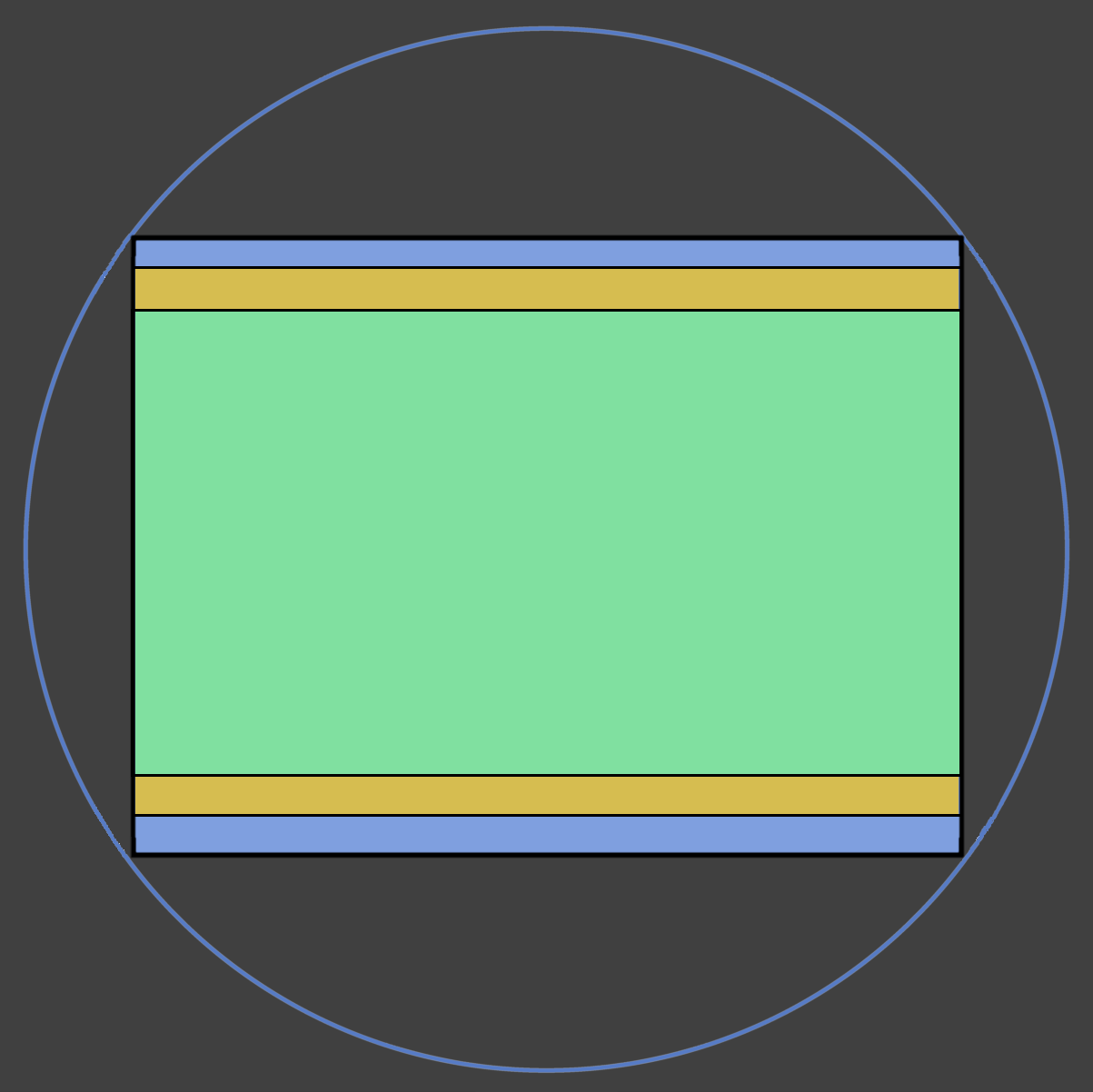
Konventioneller Beschnitt bei Verwendung eines 4:3-Sensors für die Seitenverhältnisse 3:2 und 16:9